# أساطير في قادم الزمان
أساطير في قادم الزمان أنمي ياباني سعودي من إنتاج شركة مانجا للإنتاج السُّعودي وبالتَّعاون مع شركة توي أنميشن اليابانية أُنتِج في عام 2019، وعُرضت أوَّل حلقة منه على قناة إم بي سي 1 في 24 يناير 2020 وبُثَّت على إم بي سي 3 بعدها، ثمَّ سبيستون مع بداية شهر رمضان، ويتكون من 13 حلقة.

## قصة المسلسل
قصة المسلسل تدور أحداثها في المستقبل القريب، في حين أن الأحداث تسردها شخصية الجدة لأحفادها عائدة بها (الأحداث) إلى الماضي، حيث تقدم نصائح و حكم الماضي في شكل أحداث و محطات زمنية ماضية.

## خلفية
أعلن في نوفمبر 2017 عن تعاون يجمع ما بين مانجا للإنتاج وأستوديو توي أنيميشن الياباني يتضمن حلقة مدتها 20 دقيقة تحمل عنوان كنز الحطاب (بالإنجليزية: The Woodcutter's Treasure باليابانية: Kikori to Takaramono) وقد عُرضت نسخة يابانية في اليابان من ثم عُرضت النسخة العربية العامية على قناة ام بي سي1 وعرضت النسخة العربية الفصحى على سبيستون. يتضمن التعاون كذلك سلسلة الأنمي المكونة من 13 حلقة والتي تتناول حكايا شعبية سعودية وكذلك فيلم أنمي مدته 90 دقيقة. وفي تحديث نشرته الشركة في 12 فبراير أعلنت فيه عن تعاقدها مع الملحن كاورو وادا (ملحن هزيم الرعد ودي جراي مان وإينوياشا وساموراي 7) للعمل في «الفيلم السينمائي القادم».

## طاقم العمل
- المنتج التنفيذي: د. عصام بخاري، شينجي شيميزو
- المنتجون: أتسوشي كيدو، نور الجيجكلي
- المنتجون المساعدون: روميكو كينوشيتا، إري آبي، رينا تاكاهاشي، جونغ مين كيم
- تصاميم المستقبل (الشخصيات): هيروشي شيميزو، أحمد باحميدان، آسونا إيماهاشي، آدم برن
- تصاميم المستقبل (الأدوات): ريي ناكاهارا
- تصاميم المستقبل (الخلفيات): كازوهيرو أراي، عبد اللّـه الحسينان
- ألحان وغناء شارة البداية: رشا رزق
- الموسيقى التصويرية: هيروكي كيكوتا
- إخراج فني: سارة محمد، فرح عارف، محمد الظفيري
- التسويق والتوزيع: أمل القرافي، مريم علي، تركي المسبحي، سارة الطويل
- مساعد المخرج: هيروتوشي ريسن
- إخراج: ماسامي شيمودا
- إنتاج: شركة مانجا للإنتاج بالتعاون مع شركة توئي أنيميشن
- ألحان وغناء الخاتمة: رشا رزق
- التدقيق اللغوي: د. محمد شفيق البيطار، د. حذيفة الخطيب
- إدارة عمليات الدوبلاج: مركز الزهرة (محمد القزة)، ستوديو مانجا للإنتاج
- الإخراج الصوتي للنسخة العربية: مأمون الرفاعي